# ارنست و سلستین
ارنست و سلستین (به فرانسوی: Ernest et Célestine و به انگلیسی: Ernest & Celestine) پویانمایی کمدی-درام محصول مشترک دو کشور فرانسه و بلژیک می‌باشد که به نویسندگی دانیل پنک کارگردانی بنجامین رنر، استفان آبیئر و وینسنت پاتار در سال ۲۰۱۲ ساخته شده است.

## داستان
داستان پویانمایی برگرفته از یک سری رمان به همین نام اثر نویسنده معروف بلژیکی گابریل ونسان می‌باشد و افتخار نامزدی بهترین پویانمایی سال در جشنواره اسکار ۲۰۱۴ را در کارنامه خود دارد. پویانمایی روایتگر داستان عجیب دوستی میان خرسی به نام ارنست و موشی جوان به نام سلستین می‌باشد. سلستین در یتیم خانه‌ای زندگی می‌کند که سرپرستشان داستان‌های ترسناکی در مورد خصلت و ماهیت شیطانی خرس‌ها می‌گوید، هر چند که سلستین به واقعیت ماجرا شک دارد و…